# Hadena christophi
Hadena christophi är en fjärilsart som beskrevs av Heinrich Benno Möschler 1862. Hadena christophi ingår i släktet Hadena och familjen nattflyn. Inga underarter finns listade i Catalogue of Life.